# Baltische Fußballmeisterschaft 1910/11
Die baltische Fußballmeisterschaft 1910/11 des Baltischen Rasen- und Wintersport-Verbandes gewann der SC Lituania Tilsit durch ein 4:2-Sieg im Finale gegen den SV Ostmark Danzig. Dies war der erste Gewinn der baltischen Fußballmeisterschaft für die Tilsiter, die sich dadurch für die deutsche Fußballmeisterschaft 1910/11 qualifizierten. Tilsit verzichtete jedoch auf Grund zu hoher Reisekosten auf die Austragung des Viertelfinales gegen den Berliner TuFC Viktoria 89.

## Modus und Übersicht
Am 1. Dezember 1910 benannte sich der Baltische Rasensport-Verband in Baltischer Rasen- und Wintersport-Verband um. Gleichzeitig erfolgte eine Neueinteilung des Verbandsgebietes in neun Bezirke. Die Bezirksmeister qualifizierten sich für die baltische Fußballendrunde.
| Bezirk               | Bezirksmeister        |
| -------------------- | --------------------- |
| Königsberg           | VfB Königsberg        |
| Tilsit/Memel         | SC Lituania Tilsit    |
| Gumbinnen/Insterburg | SC Preußen Insterburg |
| Rastenburg/Lyck      | Rastenburger SV       |
| Allenstein/Osterode  | SV Allenstein         |
| Graudenz/Bromberg    | SV Marienwerder       |
| Elbing               | SV Viktoria Elbing    |
| Danzig               | SV Ostmark Danzig     |
| Stolp/Lauenburg      | SV Viktoria Stolp     |

## Bezirk I Königsberg
| Pl.                                                                                              | Verein                            | Sp. | S | U | N | Tore    | Quote | Punkte |
| ------------------------------------------------------------------------------------------------ | --------------------------------- | --- | - | - | - | ------- | ----- | ------ |
| 1.                                                                                               | VfB Königsberg                    | 6   | 5 | 0 | 1 | 026:400 | 6,50  | 10:20  |
| 2.                                                                                               | SV Prussia-Samland Königsberg (M) | 6   | 4 | 0 | 2 | 020:700 | 2,86  | 08:40  |
| 3.                                                                                               | ASC Königsberg (N)                | 6   | 3 | 0 | 3 | 020:210 | 0,95  | 06:60  |
| 4.                                                                                               | FC Germania Königsberg (N)        | 6   | 0 | 0 | 6 | 003:370 | 0,08  | 0:12   |
| Stand: Saisonende, Quelle: Udo Luy: Fußball in Ostpreussen, Danzig und Westpreussen 1900 – 1914. |                                   |     |   |   |   |         |       |        |

| (N) | Aufsteiger aus der 2. Klasse |

## Bezirk II Tilsit/Memel
Aus dem Bezirk II ist nur der Sieger, SC Lituania Tilsit, überliefert.

## Bezirk III Gumbinnen/Insterburg
Aus dem Bezirk III ist nur der Sieger, SC Preußen Insterburg und der weitere Teilnehmer SC Gumbinnen überliefert.

## Bezirk IV Rastenburg/Lyck
Aus dem Bezirk IV ist nur der Sieger, Rastenburger SV, überliefert.

## Bezirk V Allenstein/Osterode
Aus dem Bezirk V ist das Endspiel überliefert.
| Datum            |                   | Ergebnis  |               | Ort      |
| ---------------- | ----------------- | --------- | ------------- | -------- |
| 30. Oktober 1910 | Osteroder SC 1908 | 0:2 (0:1) | SV Allenstein | Osterode |

## Bezirk VI Graudenz/Bromberg
Aus dem Bezirk VI ist nur der Sieger, SV Marienwerder, überliefert.

## Bezirk VII Elbing
| Pl. | Verein             |
| --- | ------------------ |
| 1.  | SV Viktoria Elbing |
| 2.  | Elbinger SV        |
| 3.  | RV Dirschau        |

## Bezirk VIII Danzig
| Pl. | Verein                               | Sp. | S | U | N | Tore    | Quote | Punkte |
| --- | ------------------------------------ | --- | - | - | - | ------- | ----- | ------ |
| 1. | SV Ostmark Danzig                    | 9   | 6 | 1 | 2 | 028:700 | 4,00  | 13:50  |
| 2. | BuEV Danzig                          | 9   | 6 | 1 | 2 | 035:600 | 5,83  | 13:50  |
| 3. | Sp. Abt. des Lehrerseminars Langfuhr | 9   | 5 | 1 | 3 | 025:210 | 1,19  | 11:70  |
| 4. | ASC Danzig                           | 9   | 3 | 3 | 3 | 007:210 | 0,33  | 09:90  |
| 5. | BuEV Danzig Ib (N)                   | 6   | 2 | 1 | 3 | 004:100 | 0,40  | 05:70  |
| 6. | FC Comet Neufahrwasser               | 6   | 1 | 0 | 5 | 000:210 | 0,00  | 02:10  |
| 7. | VfB Danzig                           | 6   | 0 | 1 | 5 | 001:140 | 0,07  | 01:11  |
| Stand: Zwischenstand, Quelle Punkte: Udo Luy: Fußball in Ostpreussen, Danzig und Westpreussen 1900 – 1914; Quelle Tore: DSFS: Fußball im baltischen Sportverband, Teil 1: 1903/04 - 1932/33. |                                      |     |   |   |   |         |       |        |

| (N) | Aufsteiger aus der 2. Klasse |

Entscheidungsspiel Platz 1:
| Datum            |                   | Ergebnis  |                | Ort    |
| ---------------- | ----------------- | --------- | -------------- | ------ |
| 26. Februar 1911 | SV Ostmark Danzig | 2:1 (0:1) | BuEV Danzig Ia | Danzig |

## Bezirk IX – Stolp/Lauenburg
Aus dem Bezirk IX ist nur der Sieger, SV Viktoria Stolp und der weitere Teilnehmer SV Germania Stolp überliefert. Viktoria Stolp durfte nicht an der baltischen Fußballendrunde teilnehmen, da das Gebiet zu Pommern gehörte.

## Endrunde um die baltische Fußballmeisterschaft
Die Endrunde um die baltische Fußballmeisterschaft wurde in der Saison 1911/12 erneut im K.-o.-System ausgetragen. Qualifiziert waren die Bezirksmeister. Überraschend schied der VfB Königsberg erstmals in seiner Geschichte gegen einen, bereits damals in der Presse genannten Dorfverein aus. Somit war erstmals der Weg für ein Verein außerhalb von Königsberg frei. Der SC Lituania Tilsit setzte sich im Finale gegen den SV Ostmark Danzig durch. Es war das erste und bis zur Spielzeit 1932/33 das einzige Mal, dass der baltische Fußballmeister nicht aus den Großstädten Danzig, Königsberg oder Stettin stammte.

### Qualifikation
| Datum            |                                                      | Ergebnis |                                                    | Ort          |
| ---------------- | ---------------------------------------------------- | -------- | -------------------------------------------------- | ------------ |
| 19. Februar 1911 | SV Marienwerder (Sieger Bezirk VI Graudenz/Bromberg) | 7:0      | SV Viktoria Elbing (Sieger Bezirk VII Elbing)      | Marienwerder |
| 26. Februar 1911 | SV Allenstein (Sieger Bezirk V Allenstein/Osterode)  | 12:1     | Rastenburger SV (Sieger Bezirk IV Rastenburg/Lyck) | Allenstein   |

### Viertelfinale
| Datum |                                                                | Ergebnis  |                                                    | Ort        |
| --- | -------------------------------------------------------------- | --------- | -------------------------------------------------- | ---------- |
| 12. März 1911 | SC Preußen Insterburg (Sieger Bezirk III Gumbinnen/Insterburg) | 2:12      | SC Lituania Tilsit (Sieger Bezirk II Tilsit/Memel) | Insterburg |
| 12. März 1911 | SV Allenstein (Sieger Qualifikationsrunde)                     | 3:1 (2:1) | VfB Königsberg (Sieger Bezirk I Königsberg)        | Allenstein |
| SV Marienwerder (Sieger Qualifikationsrunde) und SV Ostmark Danzig (Sieger Bezirk VII Danzig) erhielten Freilose. |                                                                |           |                                                    |            |

### Halbfinale
| Datum         |                    | Ergebnis |                 | Ort    |
| ------------- | ------------------ | -------- | --------------- | ------ |
| 26. März 1911 | SV Ostmark Danzig  | 7:0      | SV Marienwerder | Danzig |
| 26. März 1911 | SC Lituania Tilsit | 4:0      | SV Allenstein   | Tilsit |

### Endspiel
Ostmark Danzig, in der Bezirksliga Danzig noch den Danziger Serienmeister BuEV Danzig trotz 0:1-Pausenrückstand mit 2:1 besiegt, trat im Finale stark ersatzgeschwächt an. Zwei seiner besten Spieler konnten arbeitsbedingt nicht am Finalspiel teilnehmen, ein dritter Spieler erschien erst 20 Minuten nach Anpfiff, so dass Danzig am Anfang in Unterzahl spielen musste. In der ersten Halbzeit konnte daher Lituania Tilsit mit zwei Toren in Führung gehen. In der zweiten Halbzeit konnte Danzig zunächst aufholen, in der 80. Minute gelang der Ausgleich zum zwischenzeitlichen 2:2. Tilsit gelangen in den letzten zehn Minuten jedoch zwei weitere Tore, womit das Finale entschieden war.
| Datum         |                    | Ergebnis  |                   | Ort        |
| ------------- | ------------------ | --------- | ----------------- | ---------- |
| 9. April 1911 | SC Lituania Tilsit | 4:2 (2:0) | SV Ostmark Danzig | Königsberg |